# Jorge Brítez
Jorge Brítez (2 de fevereiro de 1981) é um futebolista paraguaio. Atuou na Copa América 2004.
Jorge Britez Ficou conhecido no Brasil depois de atuar pela equipe do Cerro porteño pela Copa Nissan Sulamericana de 2009, onde Venceu o Botafogo por 3x1 no engenhâo, pelas quartas de final da Copa Nissan Sulamericana, Com sua bela atuação, e na Derrota por 2x1 De virada para o fluminense, No qual teve a briga generalizada, Britez naquela ocasião estava no meio do tumulto,Britez chegou dando uma voadora num membro da comissão tecnica do fluminense, Britez depois, Desequilibrado, acaba caindo, e logo depois ao cair, Leva um Chute na boca Pelo goleiro reserva do fluminense Fernando Henrique, e depois logo em seguida, Leva um chute na Barriga, de um membro da comissão tecnica Do fluminense (ao qual deu uma voadora) Britez outra vez Parte pra cima de novo deste membro da comissão tecnica do fluminense e da um soco, e depois em seguida, leva por trás um chute e um soco na cabeça de um Gandula Do fluminense, e Britez furioso Parte pra cima do Gandula e da uma Voadora e um soco, (Não teve imagens ou videos dessa agressão do britez no gandula), depois britez Foi apreendido pelo policial E acalmou o nervosismo do jogador, que o levou ate o vestiario.,mas em entrevista ao Globo Esporte daquele ano (2009) O Gandula revelou que levou uma voadora no estomago E ainda levou um tapa, depois do ocorrido, o Gandula voltou a trabalhar normalmente como Gandula nos jogos do Fluminense.